# Anoplophora ogasawaraensis
Anoplophora ogasawaraensis är en skalbaggsart som beskrevs av Makihara 1976. Anoplophora ogasawaraensis ingår i släktet Anoplophora och familjen långhorningar. Inga underarter finns listade i Catalogue of Life.